# عدنان يلماز (سياسي، 1953)
عدنان يلماز (بالتركية: Adnan Yılmaz)‏، (ولد: 29 أكتوبر 1953 بمدينة «باسينلر» في أرضروم، بتركيا)، بيروقراطي وسياسي تركي. ونائب سابق في البرلمان التركي لأكثر من دورة ممثلا عن حزب العدالة والتنمية.